# コットレル雰囲気

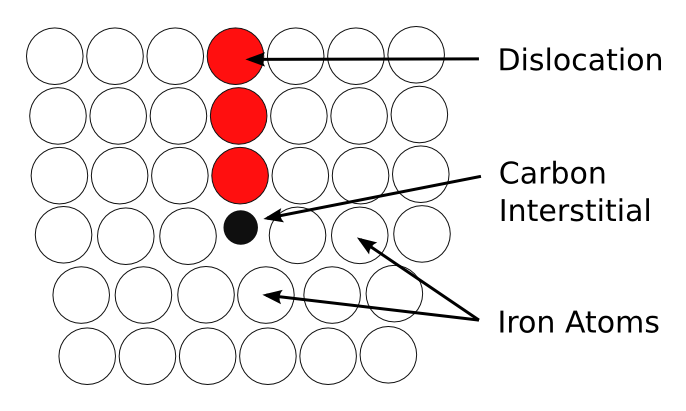
溶媒原子を鉄、溶質原子を炭素としたときの模式図。赤丸が転位の余分な原子半面で、その直近の隙間に黒丸の炭素が入り込んでいる。

コットレル雰囲気（コットレルふんいき、英語：Cottrell atmosphere）あるいはコットレルの雰囲気とは、結晶中の転位の存在によって物質中にひずみが生じ、それによって溶質原子が転位に集合しやすくなる状態、あるいは集合した状態を指す。転位に溶質原子が集まった結果、溶質原子は転位によるひずみエネルギーを減少させ、溶質原子と転位は結合した状態になる。この状態から溶質原子から引き離して、転位を移動させるにはより大きな力が必要となる。すなわち、コットレル雰囲気によって、転位が移動しづらくなり、物体の変形に対する抵抗が大きくなる。これをコットレルの転位のクギ付け作用と呼ぶ。コットレル雰囲気を起こす溶質原子としては炭素や窒素が挙げられる。

上降伏点と下降伏点が現れる応力-ひずみ曲線の例。R_{eH} が上降伏点、R_{eL} が下降伏点

軟鋼の応力-ひずみ曲線で観察される上降伏点の存在は、このようなコットレル雰囲気による転位の移動抵抗の増加によって説明される。すなわち、本来の降伏点である下降伏点からクギ付け作用から抜け出すために余計な応力が必要となる。クギ付け作用から抜け出して転位が移動し出す応力が上降伏点となり、クギ付け作用から抜け出した後は、本来の降伏点である下降伏点が現れるという説明である。一方で、ホール・ペッチの関係に代表される降伏点の結晶粒サイズに対する依存性がコットレル雰囲気による理論だけでは説明できないため、理論の不備が指摘されている。また、塑性変形後にある程度の時間経過後に降伏点や引張強さが上昇するひずみ時効も、コットレル雰囲気によって説明が与えられる。